# At War
At War ist eine US-amerikanische Thrash-Metal-Band, die im Jahr 1983 in Virginia Beach, Virginia, gegründet wurde, sich im Jahr 1994 vorerst auflöste und sich im Jahr 2006 wieder zusammenschloss.

## Geschichte
Die Band wurde im Jahr 1983 von Gitarrist Shawn Helsel, Schlagzeuger Dave Stone und Sänger Paul Arnold gegründet. Im Juni 1985 veröffentlichten sie ihr erstes Demo Eat Lead. Dadurch erreichte die Band einen Artikel im Spin Magazine.  Ein Lied des Demo erschien auch auf der Kompilation Speed Metal Hell, die über New Renaissance Records erschien. 
Ihr Debütalbum Ordered to Kill wurde im Jahr 1986 veröffentlicht. Danach folgte eine Tour und ein weiteres Lied des Demos erschien auf der Kompilation Speed Metal Hell II. Nach weiteren Auftritten begab sich die Band mit Produzent Alex Perialas ins Pyramid Sound Studio, um das Album Retaliatory Strike aufzunehmen, das im Jahr 1988 veröffentlicht wurde. Ende der 1980er- und Anfang der 1990er-Jahre folgten weitere Touren der Band und sie trennte sich von ihrem Label New Renaissance Records. Im Jahr 1994 begann die Band damit, Material für das Nachfolgealbum aufzunehmen. Jedoch waren die Aufnahmen für die Band wenig zufriedenstellend, sodass es niemals veröffentlicht wurde. Kurze Zeit später spielte die Band ihr vorerst letztes Konzert.
Ende der 1990er-Jahre und Anfang 2000 folgten einige vergebliche Versuche, die Band wieder zusammenzuführen. Dies gelang jedoch erst im Jahr 2006. Im Jahr 2008 begann die Band mit den Arbeiten zu Infidel. Das Album bestand aus neuem Material und einigen Liedern, die während der Aufnahmen von Retaliatory Strike geschrieben wurden. Im Jahr 2008 folgte zudem ihre erste Tour durch Europa. Sie spielte unter anderem auf dem Thrash Assault II Festival in Würzburg, Deutschland. Im Juli folgte ein Auftritt in Hamburg auf dem Headbangers Open Air. Eine Woche vorher hatte die Band einen Auftritt in Mexiko-Stadt.
Im September 2008 unterschrieb die Band einen Vertrag bei Heavy Artillery Records, um das Album Infidel am 18. August 2009 zu veröffentlichten. Das Album wurde im Januar of 2009 im Pyramid Sound Studio mit Produzent Alex Perialas (z. B. Testament, Overkill, Nuclear Assault) aufgenommen.

## Stil
Die Band spielt klassischen Thrash- und Speed Metal, wobei die Geschwindigkeit der Lieder durchgängig hoch ist. Den Liedern sind Anleihen von Motörhead und Whiplash deutlich anzuhören.

## Diskografie
- 1985: Eat Lead (Demo, Eigenveröffentlichung)
- 1986: Ordered to Kill (Album, New Renaissance Records)
- 1988: Retaliatory Strike (Album, New Renaissance Records)
- 1988: Limited Edition EP (EP, New Renaissance Records)
- 2002: Burning Soldier / Fuckadafi (Split-Single mit Barbatos, Tirade Records)
- 2009: Infidel (Album, Heavy Artillery Records)